# West Highland Way
West Highland Way, v překladu Cesta západní Skotskou vysočinou (skotskou gaelštinou Slighe na Gàidhealtachd an Iar) je dálková turistická trasa ve Skotsku s oficiálním statusem dálkové cesty. Měří 154,5 km a vede z Milngavie severně od Glasgow do Fort William ve Skotské vysočině. Cesta má i prvky horské turistiky. Je spravována organizací West Highland Way Management Group, kterou tvoří dohromady správní oblasti Západní Dunbartonshire, Stirling, Argyll a Bute, Highland a správa národního parku Loch Lomond a The Trossachs. Po stezce se každoročně vydá asi 86 tisíc turistů, z nichž přes 30 tisíc přejde stezku celou.[zdroj?]

## Historie
Vytvoření stezky bylo schváleno v roce 1974 a celá stezka byla slavnostně otevřena dne 6. října 1980. Stala se tak první oficiálně přesně stanovenou dálkovou turistickou stezkou ve Skotsku. V červnu 2010 byla West Highland Way určena jako součást mezinárodní cesty International Appalachian Trail.

## Stezka
Stezka vede po mnoha starých cestách, včetně honáckých, vojenských a dostavníkových cest a je obvykle absolvována z jihu na sever. V tomto směru postupně roste náročnost a také slunce nesvítí do očí.
Cesta obvykle trvá 7 až 8 dnů, ačkoliv zkušení turisté v dobré kondici ji zvládnou i za 6 dnů. Trasu je možné zvládnout i za méně času, ale většina turistů volí nižší tempo, které jim umožňuje vychutnávat okolní krajinu. Okolní příroda je totiž pro většinu lidí hlavním důvodem pro absolvování stezky.

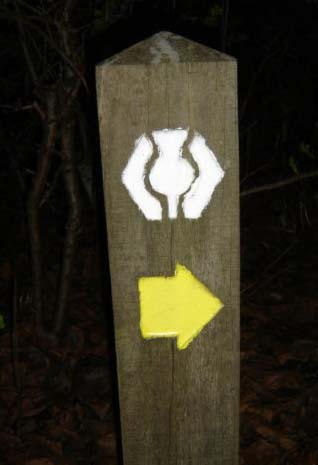
Turistická značka stezky

 Stezka oficiálně začíná v centru města Milngavie u žulového obelisku. Většina turistů přijíždí na blízkou železniční stanici. Milngavie leží na severním okraji konurbace Glasgow a stezka odtud vychází do volné krajiny. Vede po polních cestách a zrušené železnici, přes kopec Conic Hill až do vesnice Balmaha u východního okraje jezera Loch Lomond. Odtud stezka vede dál po východním břehu, který je opuštěný a zalesněný, přes Rowardennan a Inversnaid do Inverarnan. Rowardennan je na východním břehu nejsevernějším bodem dostupným po silnici. Silnice do Inversnaid vede od východu přes Aberfoyle.
Cesta také vede údolím Glen Falloch severně do Crianlarich a potom severozápadně do Tyndrum. Severně od Tyndrum stezka vstupuje do údolí Glen Orchy a poté přechází přes obrovské opuštěné, ale krásné vřesoviště Rannoch Moor a nakonec sestupuje do údolí Glen Coe. Odtud stoupá tzv. Ďáblovým schodištěm a následuje dlouhý sestup do městečka Kinlochleven na úrovni mořské hladiny. Poslední část obchází hory Mamore Mountains po staré vojenské cestě a schází do údolí Glen Nevis, odkud pokračuje do města Fort William, kde končí.
Poslední úsek vede úpatním hory Ben Nevis (nejvyšší vrchol Britských ostrovů) a mnoho turistů završí své putování výstupem na vrchol. Díky vysokému počtu turistů mohou být některé části stezky poškozeny erozí. Cesty jsou však pravidelně opravovány. Turisté hledající samotu by měli cestu začít mimo víkend a nejlépe mimo hlavní sezónu.

## Města, vesnice a ubytovací možnosti po cestě
Místa jsou uvedena od jihu k severu včetně přibližné vzdálenosti od Milngavie:
- Milngavie
- Beech Tree Inn, Glengoyne
- Drymen
- Balmaha, Loch Lomond; 30 km
- Rowardennan, Loch Lomond; 44 km
- Inversnaid, 54 km
- Inverarnan, 64 km
- Crianlarich, 75 km
- Tyndrum, 85 km
- Bridge of Orchy, 95 km
- Inveroran, 99 km
- Kingshouse, 115 km
- Kinlochleven, 130 km
- Fort William, 152 km